# Фервју (Калифорнија)
Фервју (енгл. Fairview) насељено је место без административног статуса у америчкој савезној држави Калифорнија.

## Демографија
По попису из 2010. године број становника је 10.003, што је 533 (5,6%) становника више него 2000. године.
| Група             | 2000.         | 2010.         |
| Белци             | 4.621 (48,8%) | 3.618 (36,2%) |
| Афроамериканци    | 1.939 (20,5%) | 2.105 (21,0%) |
| Азијати           | 964 (10,2%)   | 1.525 (15,2%) |
| Хиспаноамериканци | 1.433 (15,1%) | 2.171 (21,7%) |
| Укупно            | 9.470         | 10.003        |